# João José de Aguiar

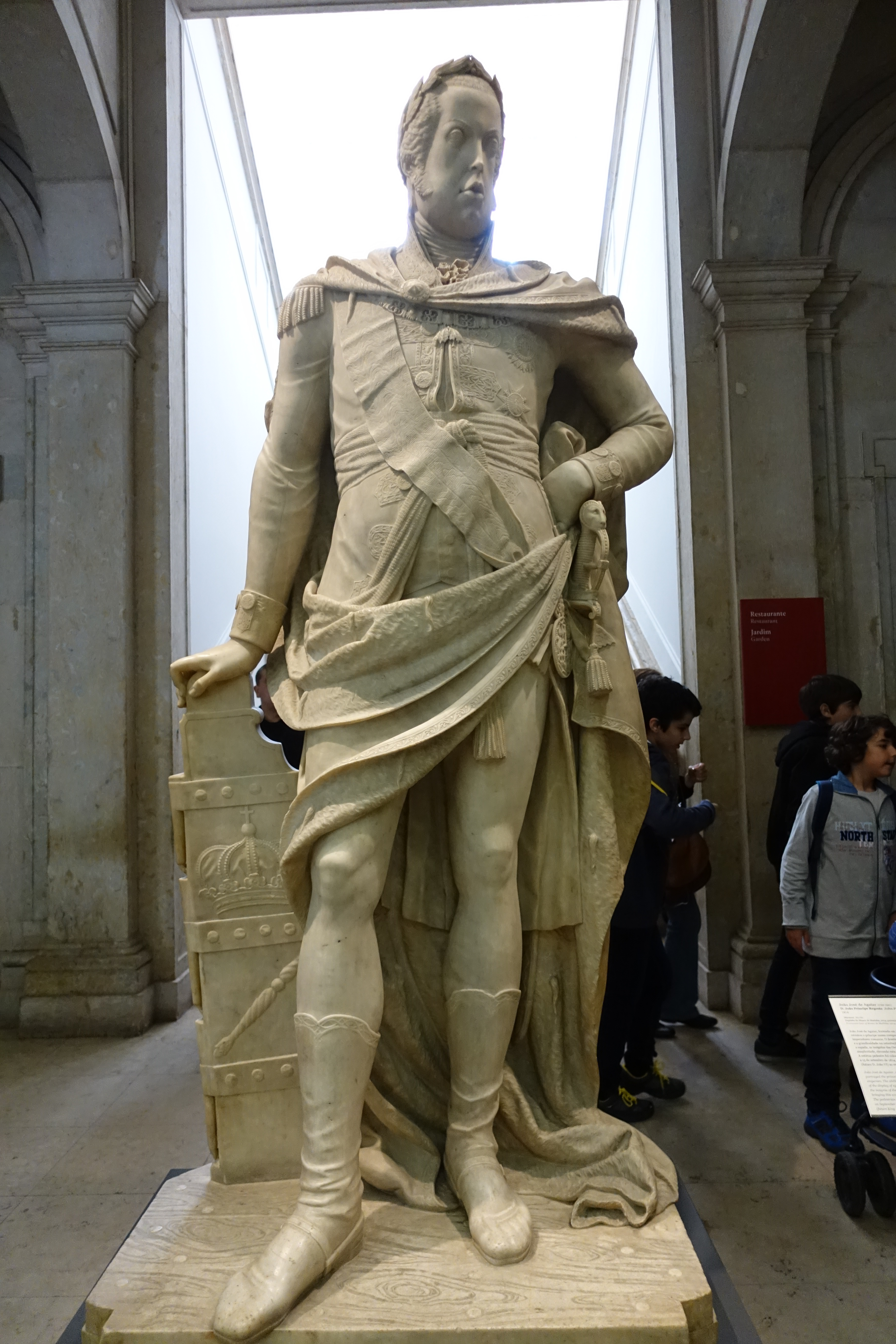
D. João VI (aqui como Príncipe Regente) existente no Hospital da Marinha.

João José de Aguiar (Belas, 17 de abril de 1768 – Ajuda, 10 de fevereiro de 1842) foi um escultor português do Neoclassicismo.

## Biografia
Filho de Venâncio José de Aguiar e de Joana Maria. 
Foi considerado o melhor escultor do seu tempo, pela habilidade e pelos conhecimentos que obteve no atelier de Antonio Canova, em Roma, onde foi bolseiro de Pina Manique. Durante a sua permanência em Itália estudou desenho e escultura. 
Em 1794, como parte do seu estágio em Roma, participou na execução da estátua de D. Maria I que integra o Monumento a D. Maria I existente no Largo do Palácio de Queluz, em Queluz. Esculpida em mármore de Carrara as estátuas e baixos-relevos que integram este monumento foram encomendadas por Pina Manique, visando homenagear a rainha D. Maria I. Devido às lutas que surgiram na Europa após a Revolução Francesa, a estátua apenas em 1802 chegou a Portugal, onde permaneceu em armazém por muito tempo.
Trabalhou na decoração do Palácio Nacional da Ajuda, sendo da sua autoria um conjunto de nove esculturas alegóricas que decoram o vestíbulo principal, das quais a mais reputada é conhecida por Anúncio Bom.
A estátua de D. João VI que se encontra no Hospital da Marinha é considerada a sua obra-prima. Executada em 1823, é a obra que melhor revela os seus conhecimentos sobre a figura humana. É autor também de Lealdade e Consideração, figuras hirtas, de rostos intemporais, com pregueados finos.